# Retrieval status value
Als Retrieval status value (abgekürzt RSV) bezeichnet man im Information Retrieval einen Wert, der bei verschiedenen Retrievalmodellen den Resultaten einer Suchanfrage zugeordnet wird und eine Aussage darüber macht, wie relevant das entsprechende Resultat ist. Die Resultate werden dann nach dem RSV absteigend sortiert.
In Vektorraum-basierten Modellen wird der RSV gewöhnlich über das Skalarprodukt des Anfragevektors und des Vektors eines Dokuments definiert, beispielsweise durch die Kosinus-Ähnlichkeit. In probabilistischen Retrievalmodellen dient im Allgemeinen die berechnete Wahrscheinlichkeit, dass ein gegebenes Dokument für die Anfrage relevant ist, als RSV.
Einige Modelle, wie zum Beispiel das mengenbasierte (einfache) boolesche Retrieval, erzeugen keinen RSV und können somit die als relevant betrachteten Dokumente nicht ordnen.